# 城番
城番（じょうばん）は、戦国時代から江戸時代に掛けて城の守衛にあたった兵士、及び江戸幕府の下で城代を補佐した役職。門番頭、番手衆、在番衆とも呼ぶ。

## 江戸幕府の城番
江戸幕府の職制では以下の城番職が存在する。格番ごとに職位、就任する者の禄高、格式は異なる。

### 城代補佐としての城番
- 大坂城番 : 元和7年（1621年）設置。大番・加番の別あり。大番は老中支配で大名役。2 - 3万石の譜代大名が任じられた。
- 伏見城番 : 慶長7年（1602年）設置。山口直友らが任じられた。

### 番士としての城番
- 二条城番 : 元禄12年（1699年）設置。大番組の番士五十人が二組ずつ一年交代で務めた。
- 駿府城番 : 寛永16年（1639年）設置。書院番士が派遣され務めた。寛政2年（1790年）廃止。
- 甲府城番